# Minerva luptându-se cu Marte
Minerva luptându-se cu Marte este o pictură realizată în ulei pe pânză de către artistul francez Jacques-Louis David în 1771 și care acum se află la Muzeul Luvru din Paris.

## Istorie
David a realizat acest tablou pentru a concura pentru Prix de Rome din 1771. Pentru concurs, el și ceilalți șapte artiști participanți au primit sarcina de a picta o nouă lucrare în 10 săptămâni pe un subiect stabilit, care în acel an era Iliada. Tabloul lui David a primit premiul al doilea, Prix de Rome fiind acordat lui Joseph-Benoît Suvée. David a considerat că criticile aspre la adresa operei sale din partea profesorului său Joseph-Marie Vien au făcut ca premiul să fie acordat unui pictor inferior și a devenit nemulțumit de academie, pe care o considera o instituție necinstită. În 1774, David a câștigat în cele din urmă concursul la a patra sa încercare cu lucrarea Erasistratus descoperind cauza bolii lui Antioh.